# Cladorhiza corticocancellata
Cladorhiza corticocancellata är en svampdjursart som beskrevs av Carter 1876. Cladorhiza corticocancellata ingår i släktet Cladorhiza och familjen Cladorhizidae. Inga underarter finns listade i Catalogue of Life.